# Cassinia macrochelis
Cassinia macrochelis is een hooiwagen uit de familie Assamiidae.